# Dave Hyatt
Dave Hyatt (* 28. Juni 1972) ist ein amerikanischer Softwareentwickler, der seit dem 15. Juli 2002 bei Apple angestellt ist. Dort ist er Teil des Entwicklerteams, das für den Webbrowser Apple Safari und das WebKit-Framework zuständig ist. Hyatt war Teil des ursprünglichen Teams, das die Betaversionen und die finale Version 1.0 herausgaben. Derzeit ist er der Safari- und WebKit-Architekt.
Vor Apple arbeitete Hyatt von 1997 bis 2002 bei Netscape Communications. Dort wirkte er am Mozilla-Webbrowser mit. Während seiner Zeit bei Netscape Communications erstellte er außerdem den Browser Chimera (später Camino) und entwickelte zusammen mit Blake Ross Firefox (ursprünglich Phoenix genannt).  Die Implementierung des Tabbed Browsing für Chimera und Firefox entsprang seiner Feder. (Eine anfängliche Implementierung für Netscape/Mozilla, auf der Hyatts Arbeit basierte, wurde von HJ van Rantwijk programmiert, als Teil des MultiZilla-Projekts bei mozdev.org.)
Hyatt erstellte und schrieb außerdem die ersten Spezifikationen für die Auszeichnungssprachen XBL und XUL.
Hyatt studierte an der Rice University und war Absolvent der University of Illinois at Urbana-Champaign.
Hyatt entwickelte, jedoch wartet nicht mehr, die Software Shadowland Six in seiner Freizeit; ein Forum und Diskussionsserver für die Shadowrun-Community.
Darüber hinaus ist er aktives Mitglied der W3C CSS-Arbeitsgruppe.